# Модифицированный пектин
Модифицированный пектин — это частично деполимеризованный и деэтерифицированный пектин с размерами, позволяющими эффективному проникновению в кровоток. По своей химической структуре модифицированный пектин относится не столько к пектинам, сколько к низкоэтерифицированным олигомерам галактуроновой кислоты.

## Модифицированный пектин
Dr. Isaac Eliaz является одним из первых исследователей модифицированного пектина, полученного из цитрусовых, и имеющего аббревиатуру MCP. В его патентах, основанных на работах учёного Dr. K.J. Pienta, доказывается возможность использования модифицированного пектина при лечении рака простаты, лёгких. МСР препятствует росту кровеносных сосудов в опухоли, что помогает в борьбе с метастазами. Сообщается о способствовании им запрограммированной смерти раковой клетки даже в случаях андрогеннезависимых видов рака. Совет экспертов NDA (англ., Panel on Dietetic Products, Nutrition and Allergies) Европейское агентство по безопасности продуктов питания (англ., European Food Safety Authority) рассмотрел фармокологические свойства пектиновых производных.
Для получения модифицированного пектина могут применяться различные методы: как химический, так и ферментативный. Согласно условиям не ферментативной технологии, получается модифицированный пектин с линеарным строением, с молекулярной массой и степенью этерификации в интервалах 10-20 KDa, 5-50 %, соответственно. Ферментативный способ получения модифицированного пектина основывается на деполимеризации и деэтерифиции предварительно промышленно полученного пектина.
Для исследования использовались образцы модифицированного пектина, хитозана, немодифицированого пектина, полигалактуроновой кислоты. Исследования подтверждают, что модифицированный пектин ингибирует HT29 и SW480 аденокарциномы толстой кишки (англ. Cell Line human, caucasian colon adenocarcinoma grade II), JIMT- 1 рака молочной железы и B16-F10 меланомы (англ. Cell Line, murine tumor melanoma). Модифицированный пектин способен инициировать апоптоз двумя сигнальными маршрутами: внешним и внутренним. Анализ структуры модифицированных пектинов, полученных двумя рассматриваемыми способами, с помощью ВЭЖХ (англ. HPLC, High performance liquid chromatography) показывает их идентичность. Представленный рисунок хроматограммы демонстрирует только один пик со временем удерживания 5,62-5,66 мин, характерным для пектиновых соединений. Наличие только одного пика, а также его форма подтверждают присутствие полимерных цепей одной молекулярной массы.

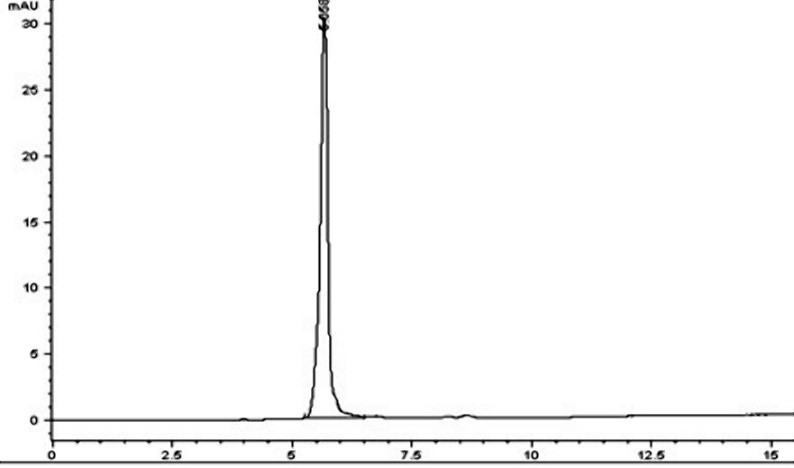

## Производство
Производство модифицированного пектина осуществляется на объединённой промышленной линии совместно с получением пектина с низким молекулярно массовым распределением; нанопектина и наноматериалов на основе модифицированного пектина; стандартизированного пектина до 150° SAG USA желирования; диетических пищевых волокон и модифицированных пищевых волокон; соков и концентратов с повышенной замутнённостью, без осадка, с пониженной кислотностью; низко температурно осветлённых и частично осветлённых соков и концентратов из фруктов (цитрусовых, хурмы, дыни, и т. д.). Производство обеспечено линиями рецеркулирования воды, теплоносителей, реагентов, полупродуктов, удаления пестицидов. При производстве модифицированного пектина и другой продукции из цитрусовых удаление пестицидов осуществляется способом, являющимся модификацией патента US 2007/0237844. Модифицированный способ удаляет пестициды, такие как chlorpyrifos, imazalil (синоним Enilconazole), chlorpyrifos-methyl, pyrimethanil, pyriproxyfen, orto-fenilfenol, terbuthylazine (англ.) и другие, без отрицательного воздействия на органолептические показатели эфирных масел.

## Пектин
Для получения модифицированного пектина используется безотходная технология. Совместно с ним производятся пектины. Первичная структура разветвлённого (привитого) сополимера пектина имеет следующий вид:
{\displaystyle {\ce {\sim [4DGalU(-6-OOH)\alpha 1]_{m}-[4DGalU(-6-OOR1)\alpha 1]_{n}-[4DGalU(-2-OR2)\alpha 1]_{k}-[4DGalU(-2-O-COCH3)\alpha 1]_{l}-~}}}
{\displaystyle {\ce {-[4DGalU(-6-OOH)\alpha 1]_{m}-[2LRha\alpha 1]_{p}-[4DGalU(-6-OOH)\alpha 1]_{m}-[4DGalU(-6-OOR1)\alpha 1]_{n}-[4DGalU(-2-OR2)\alpha 1]_{k}-~}}}
{\displaystyle {\ce {-[4DGalU(-2-O-COCH3)\alpha 1]_{l}-[4DGalU(-6-OOH)\alpha 1]_{m}-[2LRha\alpha 1]_{p}\sim ;}}}
{\displaystyle {\ce {R1=H+, -CH3, -NH3.}}}
{\displaystyle {\ce {R2=-COCH3,}}}
{\displaystyle {\ce {\sim 5LAra\alpha 1-5LAra\alpha 1-5LAra(-3-\alpha 1LAra{5}-\alpha 1Ara{5}\sim )\alpha 1-4LRha(-2-1\alpha Rha\sim )\alpha 1-2LRha\alpha 1\sim ,}}}
{\displaystyle {\ce {\sim R3\sim 4DGal\beta 1-4DGal\beta 1-4DGal(-6-\beta 1DGal{4}-\beta 1DGal{4}\sim R3\sim )(-3-\beta 1DGal{4}-\beta 1DGal{4}-R3\sim )\beta 1-~}}}
{\displaystyle {\ce {-4LRha(-2-1\alpha Rha\sim )\alpha 1-2LRha\alpha 1\sim .}}}
{\displaystyle {\ce {R3= -DXyl, -DGlu, -LFru.}}}
В первичной структуре полимера можно выделить периодически повторяющиеся моносахаридные остатки. Это остатки галактуроновой кислоты (DGalU), рамнозы (LRha). Боковые привитые структуры состоят из арабинозы (LAra), галактозы (DGal), ксилозы (DXyl), глюкозы (DGlu), фруктозы (LFru) (англ., CAS registry number). Пектин обладает сложной пространственной вторичной и надмолекулярной структурами, которые изучаются супрамолекулярной химией. Согласно своим структурным и полимерным особенностям растворение пектина происходит через стадию набухания. Причем, растворение происходит с выделением тепла.
Пектины имеют следующие характеристики: молекулярная масса 45-108 KDa; низкое молекулярно-массовое распределение; степень этерификации 12-81 %; гелеобразующая способность 200—250o USA SAG; температура гелеобразования от 25°C; высокая эмульгирующая способность (20 минут при 4000-8000 rpm). Пектины бесцветны в гелях, в эмульсиях и в растворенном виде. Не содержат остатки флавоноидов и веществ, окисляющихся в результате хранения. Параметры цвета: L* в интервале 90-92; a* в интервале −3,7… −1,0; b* в интервале 2-15.

## Нанопектин
Для исследователей в области химии и медицины разработка биоматериалов для регенеративной медицины по-прежнему считается инновационной областью. Исследования показывают, что полисахариды обладают сходными свойствами с внеклеточным матриксом. Им присуще биологическая совместимость. Снижение молекулярной массы полисахаридов, например целлюлозы, способствует появлению свойств, позволяющих получать био-нанокомпозиты, нановолокна, наноматериалы. Свойствами, необходимыми для создания био-нанокомпозитов, биоматериалов тканевой инженерии, обладает и хитозан. Благодаря своей способности образовывать тонкие плёнки и волокна, уникальным сорбционным и комплексообразующим свойствам, хитозан и его производные перспективны для создания имплантатов, носителей лекарственных веществ.
Продолжаются исследования свойств, использования и получения нанопектина, с учётом данных полученных для хитозана. Условия, используемые при производстве модифицированного пектина, позволяют получать в промышленном масштабе нанопектин с молекулярными размерами 60-200 нанометров и со степенью полимеризации 30-70 мономеров.

## Диетические пищевые волокна
На объединённой промышленной линии совместно производятся диетические и модифицированные пищевые волокна. Диетические пищевые волокна относятся к пребиотикам. Они используются в качестве ингредиента композита с MCP и функционально активных ингредиентов. Содержат 18-38 % водорастворимого пектина с молекулярной массой 5-48 KDa и со степенью этерификации 6-26 %; 10-23 % нерастворимого пектина с молекулярной массой 19-70 KDa и со степенью этерификации 24-39 %. Обладают водопоглощающей способностью 10-20 г/г; маслопоглощающей способностью 0,2-5,4 г/г; 100-21000 mPas*s динамической вязкостью 5 % суспензии; гелеобразующей и эмульгирующей способностями. Параметры цвета этих пищевых волокон в системе (LAB) CIE L*a*b*, которая была разработана международной комиссией по освещению, и, которая сейчас является международным стандартом, составляют: L* в интервале 74-87; a* в интервале (-2,6)…-(0,4); b* в интервале 14-26. Не содержат веществ, окисляемых в результате хранения.

## История
Продукция и марка были зарегистрированы в 2017 году. Марка продукции и сама продукция относятся к классам 01 (ингредиенты) и 05 (продукция фармацевтической промышленности, продукция для медицины и ветеринарии, пищевые добавки, вещества для диетического питания) согласно международной классификации. На основе успешных промышленных экспериментов 1999 года были разработаны технологии получения продукции (2000—2012 г.г.). Продукция и технологии были запатентованы в 2002, 2004, 2013, 2014 годах. В 2018 году было зарегистрировано Know-how. Продолжаются исследования, направленные на популяризацию пектина, его низкомолекулярных производных (модифицированный пектин) с биосовместимостью и диетических пищевых волокон, содержащих пектин и модифицированный пектин. Особое внимание, по-прежнему, уделяется использованию пектина и его низкомолекулярных производных в развивающейся молекулярной (кухни) гастрономии и при создании биоматериалов для имплантации, тканевой инженерии. Лаборатория роста клеток и тканей института ИТЭБ PAH изучает возможность и условия использования модифицированного пектина в регенеративной медицине и 3D-биопринтинге. Задача состоит в создании органов для транслантации методом 3D-печати на биобумаге. Такая технология получения искусственных органов откроет новые возможности для медицины.